# 기산초등학교 (경북)
기산초등학교(基山初等學校)는 대한민국 경상북도 칠곡군에 있었던 공립 초등학교이다. 1999년 9월 약동초등학교에 통폐합되어 부지는 쓰이지 않다가, 2001년 10월 경북과학대학교 박물관에 제공되어 전통문화체험학교로 사용되고 있다. 

## 연혁
- 1949년 8월 20일 개교
- 1996년 3월 1일 기산초등학교로 개칭
- 1999년 9월 1일 약동초등학교로 통합(45회 1447명)